# Frankie Jaxon
Frankie „Half Pint“ Jaxon (* 3. März 1897 in Montgomery, Alabama; † 15. Mai 1953 in Los Angeles) war ein US-amerikanischer Jazz-Sänger des New Orleans Jazz und Komödiant.
Half Pint Jaxon war ein Vaudevillesänger und Komödiant; er begann seine Karriere im Showbusiness um 1910 als Sänger in Cafés, Kinos und Bars in Kansas City. Er tourte zwischen 1916 und 1921 regelmäßig durch die Vereinigten Staaten und trat in den frühen 1920er Jahren mit King Oliver und Freddie Keppard in Chicago im Sunset Cafe und im Plantation Café auf. In den späten 1920er Jahren entstanden Aufnahmen mit Tampa Red und Thomas A. Dorsey unter dem Titel Black Hillbillies. In den 1930er Jahren trat er in Chicago mit seiner Band unter dem Titel Frankie „Half Pint“ Jaxon And His Quarts of Joy auf; ihre Musik hatte stark humoristische Züge („Operation Blues“). 1941 zog sich Jaxon vom Showgeschäft zurück und arbeitete im Verteidigungsministerium der Vereinigten Staaten.